# Carsismo nel mondo

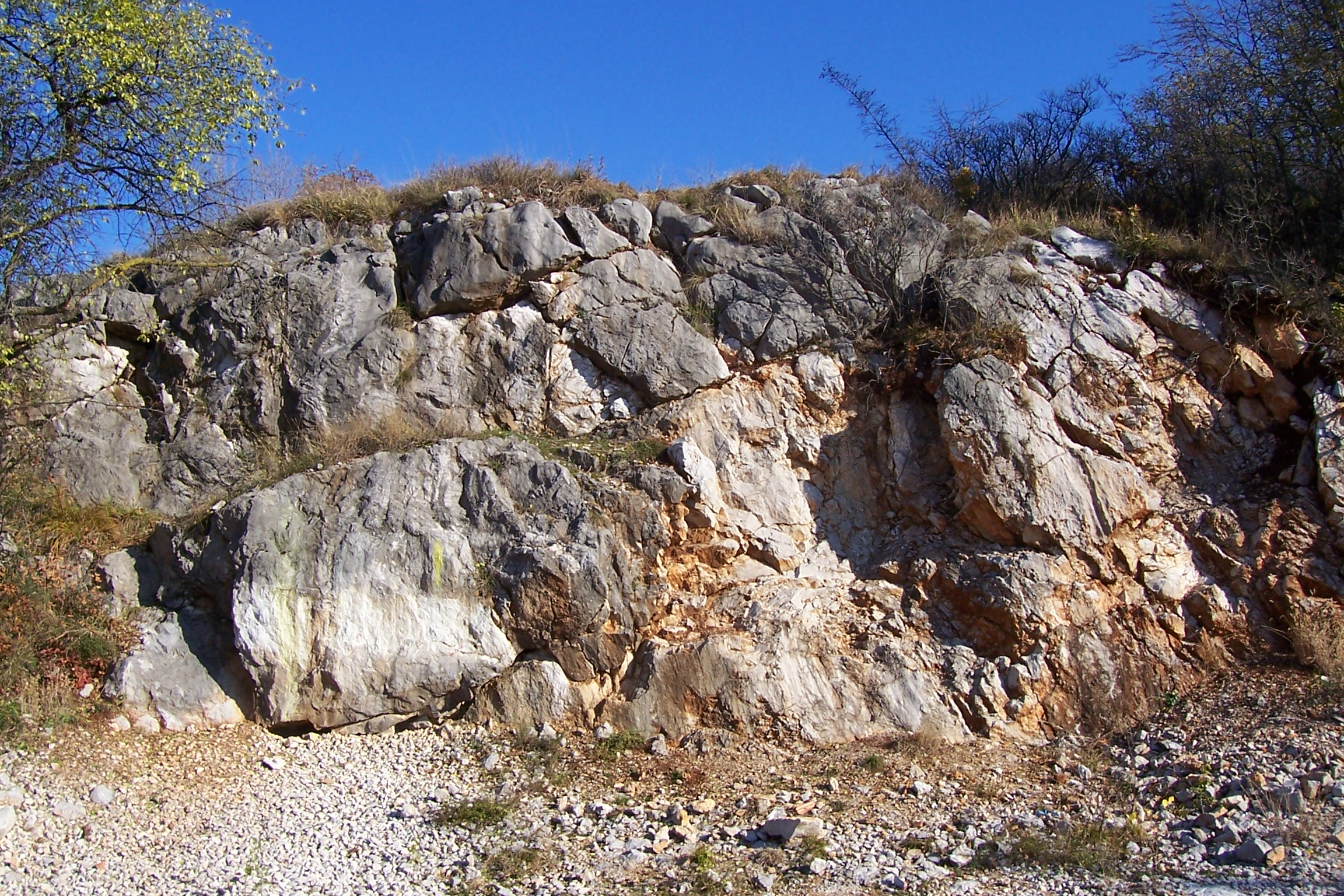

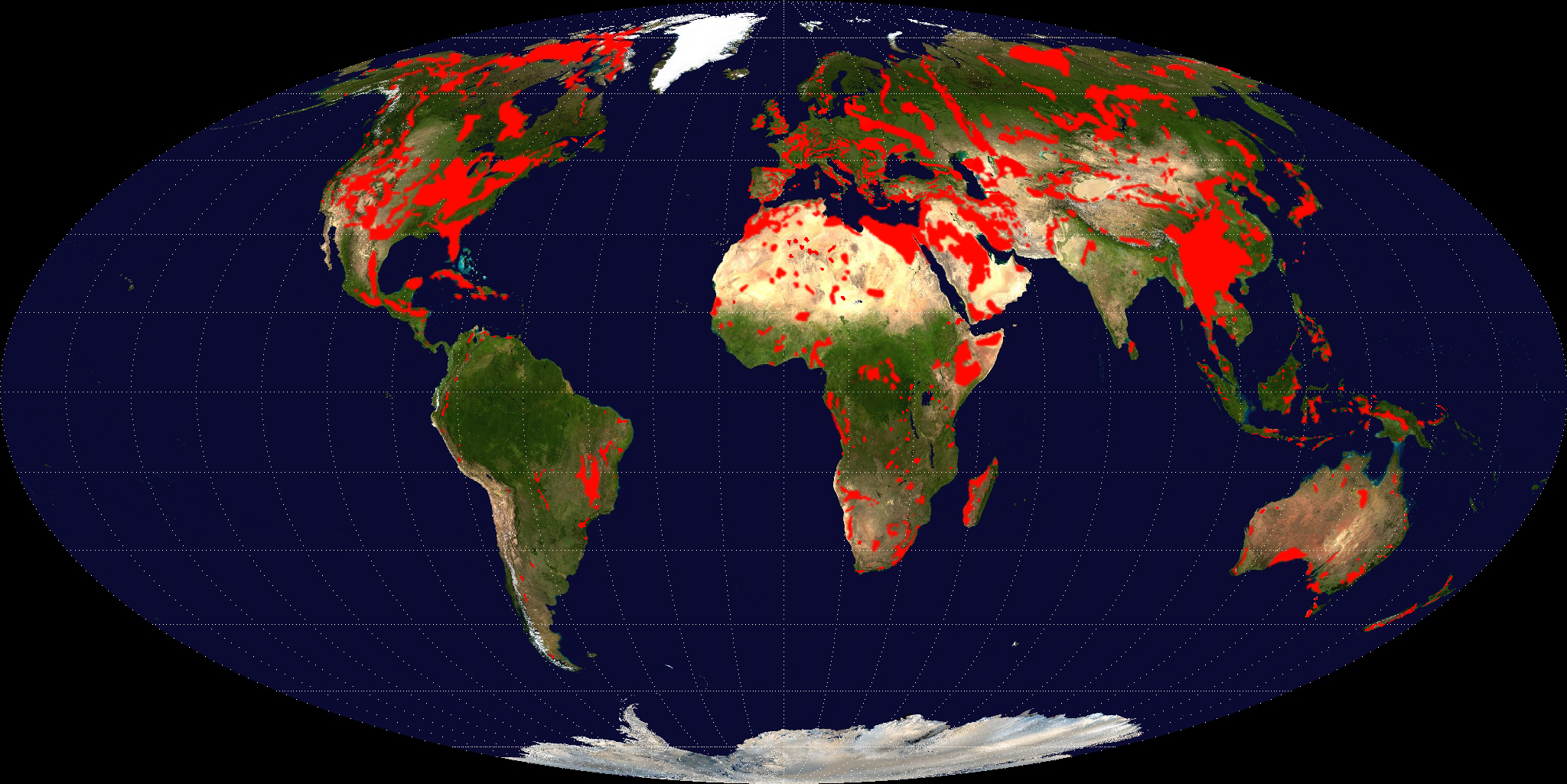
Aree della terra caratterizzate da superfici composte da rocce calcaree – Solo il 15% di tali aree presentano i caratteristici fenomeni carsici

Il fenomeno del carsismo, dapprima osservato solo nella regione del Carso triestino/sloveno che gli diede il nome, non è certamente una caratteristica di questo solo territorio. Dalle prime ricognizioni di fenomeni carsici ed esplorazioni del relativo sottosuolo, risalenti ad appena un paio di secoli fa, la comprensione del carsismo si è molto ampliata, fino a diventare una vera scienza. La parola stessa che inizialmente si usava per designare appunto degli strani fenomeni, è oggi accettata largamente come designazione di una formazione geologica primaria. È cioè la più importante delle tre forme di sviluppo topografico della crosta terrestre, unitamente a quella di origine glaciale e quella vulcanica.
Il carsismo ha avuto luogo in tutto il mondo perlopiù nella fascia geografica media temperata dove le condizioni atmosferiche, in particolare il quantitativo delle precipitazioni, sono più favorevoli a questo tipo di sviluppo geologico. Questo dato fornisce una ricognizione abbastanza esatta delle ubicazioni dei fenomeni carsici nel mondo, di cui vengono elencate solo le principali.
Per una disamina delle regioni carsiche europee, si rimanda alla voce specifica.

## America del nord
Negli Stati Uniti d'America si distinguono cinque territori carsici con fenomeni peculiari diversi, tutti molto ben studiati ed esplorati:
- la zona degli Appalachi, in particolare i Monti Allegheni
- la Florida che presenta fenomeni carsici prevalentemente nella rete idrografica
- l'altipiano tra il Missouri, il Tennessee, il Kentucky e l'Indiana con il Kentucky centrale e il sistema della Mammoth Cave
- il territorio meridionale: Nuovo Messico, Texas, Arizona
- il territorio occidentale: Utah e Dakota del Sud.

Si trovano in Messico alcune delle più grandi grotte al mondo, ad esempio quelle del Sistema Purificacion che si estendono per ben 85 chilometri, o il Sótano de las golondrinas. L'interesse per l'esplorazione e lo studio dei fenomeni carsici di superficie è però abbastanza limitato, sebbene nello Yucatán, a Quintana Roo, siano stati mappati oltre 630 chilometri di grotte subacquee.

## America centrale e meridionale
Superfici carsiche molto evidenti si riscontrano a Cuba (grotta Santo Tomas con 45 km di estensione), in Porto Rico e Giamaica.
Anche in Venezuela e lungo tutte le Ande il carsismo è molto sviluppato, ma non esiste interesse per il suo studio, per cui la zona è praticamente inesplorata.
In Brasile, la grotta più conosciuta è la Toca de Boa Vista che si estende per 66 km, ma lo studio sistematico del carsismo è solo agli inizi.

## Australia
L'Australia vanta il secondo territorio calcareo più ampio del mondo che si estende senza significative interruzioni per ben 500.000 km². Si presume vi si trovino notevoli concrezioni carsiche, ma i fenomeni di superficie non sono molto evidenti. Di conseguenza neppure un interesse per la loro ricerca è stato mai sviluppato e l'esplorazione sotterranea non è stata nemmeno iniziata.
In Nuova Zelanda invece sono state esplorate e aperte al turismo parecchie grotte, la più grande delle quali è la Bulmer Cavern con 41 km di estensione.

## Asia
È patrimonio della Cina il più grande territorio calcareo al mondo (600.000 km²) e viene anche sistematicamente esplorato e studiato, ma in Europa questi studi sono assai poco divulgati. In realtà, solo negli ultimi anni i ricercatori non asiatici hanno preso ad interessarsene. Sembra comunque che il carsismo riguardi in particolare la parte occidentale del territorio a sud dello Yangtze, cioè le province di Yunnan, Guizhou e Guangxi. A quanto risulta, la grotta più lunga (circa 40 km) è la Teng Long Dong. Nel 2007 questa regione è stata inserita nell'elenco dei Patrimoni dell'umanità dell'UNESCO, col nome di Paesaggio carsico della Cina meridionale.
Sono carsici anche i terreni di ambedue le parti del Vietnam, della Nuova Guinea e delle Filippine, ma sono perlopiù inesplorati. Da menzionare la grotta Mamo Kanada nella Nuova Guinea che si estende per 54 km.
Per quanto riguarda il Medio Oriente, la grotta più importante è la Jeita, nel Libano, che si dice molto simile alle grotte di Postumia in Slovenia e che approvvigiona di acqua potabile tutta Beirut.

## Africa
I fenomeni carsici più rilevanti sono stati riscontrati nell'Atlante, dalla Tunisia al Marocco.
Sono presenti forme di carsismo anche nel deserto del Sahara, ma temporaneamente inattive per la mancanza di acqua.
Alcuni autori postulano la presenza di terreni carsici pure nella parte meridionale del continente (Sudafrica), ma non esistono studi in merito.